# Moto Club Bologna "A. & J. Ruggeri"
Il Moto Club Bologna "A. & J. Ruggeri" è un club motociclistico fondato a Bologna nel 1911.

## Storia
Fondato nel 1911 come Moto Club Bologna, rappresentò uno dei pochi riferimenti associativi per quanti, all'epoca, gravitavano attorno al mondo delle biciclette motorizzate e delle neonate "motociclette". Solo molti anni dopo, il sodalizio fu intitolato ad Amedeo e Jader Ruggeri. I Ruggeri, dei quali il capostipite Amedeo, già Campione Sociale con la Harley Davidson ed in seguito pilota di automobili OM e Maserati, trasmise la passione per i motori ai figli, diventando tutti provetti piloti.
Da allora il Moto Club Bologna "A. e J. Ruggeri" ha annoverato appassionati e piloti, da Guglielmo Sandri ad Arciso Artesiani a Martelli, ed in tempi recenti Pierfrancesco Chili, Lucio Cecchinello e Roberto Rolfo.

## Riconoscimenti ottenuti
- Stella d'oro Comm. Giorgio Pizzichini
- Stella d'argento Massimo Rondelli
- Stella di bronzo Graziano Carpanelli
- 1969: il Comitato Olimpico Nazionale lo premia con la Stella d'argento al Merito Sportivo.
- 1989: il Comitato Olimpico Nazionale lo premia con la Stella d'oro al Merito Sportivo ed ottiene l'elogio del Presidente della Repubblica Francesco Cossiga.

## Gare organizzate dal Moto club
- Bologna S.Luca
- Vergato Cereglio
- 5 prove del Campionato Italiano Velocità a Imola
- 2 prove del Mondiale di Endurance a Imola, nel 2002 e nel 2003
- 1 prova del Campionato Mondiale Superbike ad Imola nel 2006

## Tutti i presidenti dal 1911 ad oggi
| Guido Ruata              | 1911 - 1921                  |
| Alberto Buriani          | 1922 - 1929                  |
| Mario Ghinelli           | 1929 - 1930                  |
| Archimede Filicori       | Fine 1930 - 1931             |
| Ernesto Degli Esposti    | 1931 - 1935                  |
| Filippo Cuppi            | 1935 - 1936                  |
| Ettore Barboncini        | 1936 - 1945                  |
| Guido Petroncini         | 1945 - 1946                  |
| Guglielmo Sandri         | 1946 - 1947                  |
| Domenico Pirazzini       | 1948 - 1949                  |
| Waldemar Ottaviani       | 1950 - 1960                  |
| Widmo Vanti              | 1961 - 1971                  |
| Giancarlo Mantellini     | 1972 - 1978                  |
| Luigi Ruggeri            | 1978                         |
| Luciano Santovito        | 1979 - 1980                  |
| Paolo Moruzzi            | 1980 - 1988                  |
| Lamberto Cesari Federici | 1989                         |
| Marco Fini               | 1990 - 1995                  |
| Stefano Ferri            | 1996                         |
| Bruno Nigelli            | 1996 - 2000                  |
| Paolo Castaldini         | 2000                         |
| Sergio Angeli            | 2001                         |
| Paolo Castaldini         | dal 2002 tutt'oggi in carica |